# Stina Berg

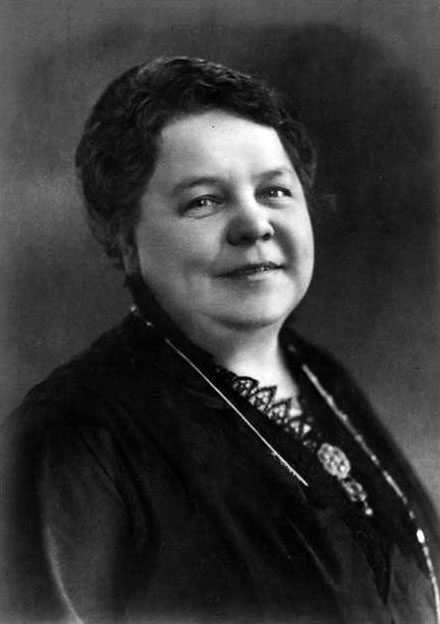
Stina Berg

Ursila Albertina Augustina Berg (* 21. Oktober 1869 in Stockholm; † 5. Oktober 1930 in Bromma)  war eine schwedische Schauspielerin. Sie zählt zu den ersten großen Komikern des schwedischen Films.

## Leben
Ihre ersten Bühnenauftritte hatte Stina Berg im Alhambratheter im Stockholmer Stadtteil Djurgården. Danach wechselte sie zum Södra Teatern, wo sie ihre Fertigkeiten weiter verbessern konnte. Neben ihrer Mitwirkung an mehreren schwedischen Filmen trat sie auch bei Sommerrevuen in den Lokalitäten Kristallsalongen, Folkteatern und Folkets Hus auf. Später war Berg einige Zeit in Dänemark und spielte in verschiedenen Filmen mit dem Komikerpaar Pat & Patachon. Sie war mit dem Schauspieler Martin Karlson verheiratet.

## Filmografie (Auswahl)
- 1912: Den tyranniske fästmannen
- 1912: Säterjäntan
- 1913: Den moderna suffragetten
- 1913: Das fremde Mädchen (Den okända)
- 1913: Gränsfolken
- 1913: Mannekängen
- 1913: På livets ödesvägar
- 1914: Bra flicka reder sig själv
- 1914: Födelsedagspresenten
- 1914: Gatans barn
- 1914: Halvblod
- 1914: Kammarjunkaren
- 1914: Salomos dom
- 1914: Stormfågeln
- 1914: Vägen till mannens hjärta
- 1915: Hämnden är ljuv
- 1915: Hans bröllopsnatt
- 1915: Judaspengar
- 1915: Lekkamraterna
- 1915: Sonad skuld
- 1916: Liebe und Journalismus oder Tintenteufelchen (Kärlek och journalistik)
- 1916: Hennes kungliga höghet
- 1916: Lyckonålen
- 1916: Svartsjukans följder
- 1917: Alexander den Store
- 1919: Herrn Arnes Schatz (Herr Arnes pengar)
- 1920: Erotikon
- 1921: De landsflyktige
- 1922: Anderssonskans Kalle
- 1923: Herrenhofsage (Gunnar Hedes saga)
- 1923: Norrtullsligan
- 1924: 33.333
- 1925: Hennes lilla majestät
- 1925: Pat und Patachon als Polizisten (Polis Paulus' påskasmäll) TV-Titel: Pat und Patachon: Ich, der Polizeipräsident
- 1925: Två konungar
- 1926: Die sieben Töchter der Frau Gyurkovics (Flickorna Gyurkovics)
- 1926: Bankhaus Pat und Patachon (Ebberöds bank)
- 1926: Farbror Frans
- 1927: Die Lady ohne Schleier (Hans engelska fru)
- 1927: Versiegelte Lippen (Förseglade läppar)
- 1928: Janssons frestelse
- 1928: Rausch (Synd)
- 1929: Glücksmelodie (Säg det i toner)
- 1930: Charlotte Löwensköld
- 1930: För hennes skull
- 1930: Kronans kavaljerer
- 1930: Norrlänningar
- 1931: Brokiga Blad (posthum veröffentlicht)

## Weblink
- Stina Berg bei IMDb

| Personendaten    | Personendaten                    |
| ---------------- | -------------------------------- |
| NAME             | Berg, Stina                      |
| ALTERNATIVNAMEN  | Berg, Ursila Albertina Augustina |
| KURZBESCHREIBUNG | schwedische Schauspielerin       |
| GEBURTSDATUM     | 21. Oktober 1869                 |
| GEBURTSORT       | Stockholm                        |
| STERBEDATUM      | 5. Oktober 1930                  |
| STERBEORT        | Bromma                           |